# Kirschwoche
Mit dem Begriff Kirschwochen wird die Erntezeit der Kirschen bezeichnet. Die Kirschwochen beginnen regional unterschiedlich mit der Reife der Kirschsorte Früheste der Mark.
Die Kirschwochen wurden vom  Kirschpomologen Christian Truchseß von Wetzhausen zu Bettenburg für Deutschland verbindlich festgelegt. Diese Festlegung wurde von den nachfolgenden Pomologen bis heute beibehalten. Er wählte die sehr alte Sorte Früheste der Mark, die nach seiner Kenntnis am frühesten reif war, als Startsorte der Kirschwochen.
Die Kirschwochen beginnen im Süden (zum Beispiel am Bodensee) wesentlich früher als im Norden (zum Beispiel Altes Land). Der genaue Erntetermin ist abhängig von verschiedenen Faktoren wie Klima, Mikroklima, Standort, Boden, Nährstoff- und Wasserversorgung. Eine Kirschwoche dauert keine Woche, sondern 15 Tage. Im Allgemeinen geht man davon aus, dass die Kirschwochen um den 1. Mai beginnen. Christian Truchseß von Wetzhausen teilte seine Tabelle in sieben Kirschwochen ein, die sich somit etwa vom 1. Mai bis zum 15. August erstrecken. Durch zahlreiche Neuzüchtungen und auch Zufallsfunde gibt es inzwischen sehr späte Sorten, wodurch man die Einteilung erweitern musste. Die derzeit am spätesten reifende Kirschsorte ist die Rote Späternte (10.–12. Kirschwoche). Die späteste Kirsche im Erwerbsanbau ist die aus Kanada stammende Clubkirsche Staccato (9.–10. Kirschwoche). Da es im Gegensatz dazu inzwischen auch Sorten gibt, die vor der Vergleichssorte reif sind, heißt es bei diesen meist „reift noch vor der ersten Kirschwoche“.
Liste von Kirschsorten mit Angabe der Kirschwoche